# Ansamblul de mori din Gârliște
Ansamblul de mori din Gârliște este un ansamblu de monumente istorice aflat pe teritoriul satului Gârliște, comuna Goruia.
Ansamblul este format din trei monumente:
- Moara lui Păun Iorgovan (cod LMI CS-II-m-B-11116.01)
- Moara Branilor (cod LMI CS-II-m-B-11116.02)
- Moara Andrisonilor (cod LMI CS-II-m-B-11116.03)